# Фридрих II фон Флекенщайн
Фридрих II фон Флекенщайн (на немски: Friedrich II von Fleckenstein; * пр. 1254; † между 4 май 1268 и 13 април 1270) е благородник от фамилията Флекенщайн от Елзас.

## Произход
Той е син на Хайнрих I фон Флекенщайн († сл. 1259) и съпругата му Кунигунда фон Барендорф (Бацендорф). Правнук е на Конрадус фон Флекенщайн († сл. 1189) и праправнук на Готфрид фон Флекенщайн († сл. 1129).

## Фамилия
Фридрих II фон Флекенщайн се жени за Агнес фон Боланден († сл. 9 февруари 1275), дъщеря на Вернер IV фон Боланден († 1258/1262) и Кунигунда фон Лайнинген († сл. 1236), дъщеря на граф Фридрих II фон Саарбрюкен-Хартенбург-Лайнинген († 1237) и Агнес фон Еберщайн († 1263). Те имат двама сина:
- Хайнрих IV фон Флекенщайн (* пр. 1270; † 1305), господар на Боланден, женен за Агнес фон Сарверден
- Филип фон Флекенщайн (* пр. 1270; † 1 ноември 1318)

## Галерия
- Замък Флекенщайн
- Останки от замък Флекенщайн